# D'improvviso
D'improvviso è un singolo del cantante italiano Lorenzo Fragola, pubblicato il 19 agosto 2016 come terzo estratto dal secondo album in studio Zero Gravity.

## Classifiche
| Classifica (2016) | Posizione massima |
| ----------------- | ----------------- |
| Italia            | 42                |